# Chủ nghĩa xã hội trong một quốc gia
Chủ nghĩa xã hội trong một quốc gia (tiếng Nga: Социализм в одной стране Sotsializm v odnoi strane) là một lý thuyết đưa ra bởi Joseph Stalin vào năm 1924, phát triển bởi Nikolai Bukharin vào năm 1925 và cuối cùng được thông qua bởi Liên Xô như là chính sách nhà nước. Lý thuyết cho rằng do sự thất bại của tất cả các cuộc cách mạng cộng sản ở châu Âu 1917-1921 ngoại trừ Nga, Liên Xô nên bắt đầu để củng cố nội bộ nước mình. Đó là hướng tới chủ nghĩa cộng sản quốc gia là một sự thay đổi từ quan điểm của chủ nghĩa Mác trước đó cho rằng chủ nghĩa xã hội phải được thiết lập trên toàn cầu (chủ nghĩa cộng sản trên thế giới), và nó đối lập với lý thuyết của cách mạng thường xuyên của Leon Trotsky.